# Dlouhá Lhota (Boemia meridionale)
Dlouhá Lhota è un comune della Repubblica Ceca facente parte del distretto di Tábor, in Boemia Meridionale.